# Clipper (nave)

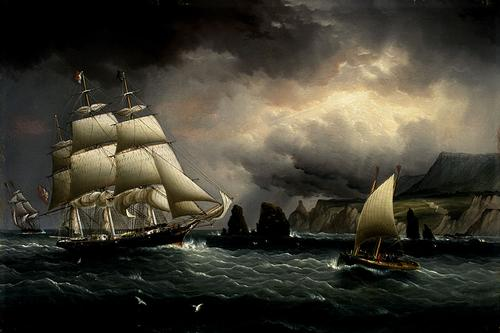
Il clipper Flying Cloud al largo dell'isola di Wight

Il clipper è una nave a vela a tre o più alberi adibita al trasporto delle merci sulle rotte oceaniche utilizzata sul finire del XIX secolo. Rappresentarono l'ultima evoluzione della tecnica navale velica prima che essa venisse soppiantata dalle navi a propulsione meccanica.

## Etimologia
L'origine del termine rimane incerta in quanto potrebbe essere ricondotta sia al verbo clip inteso come tagliare (i tempi di navigazione), o come fendere (le onde) come anche a clip inteso come velocità o frullio di ali; altra ipotesi è che il nome derivi dal cavallo da corsa degli stati americani sudisti. 

## Storia

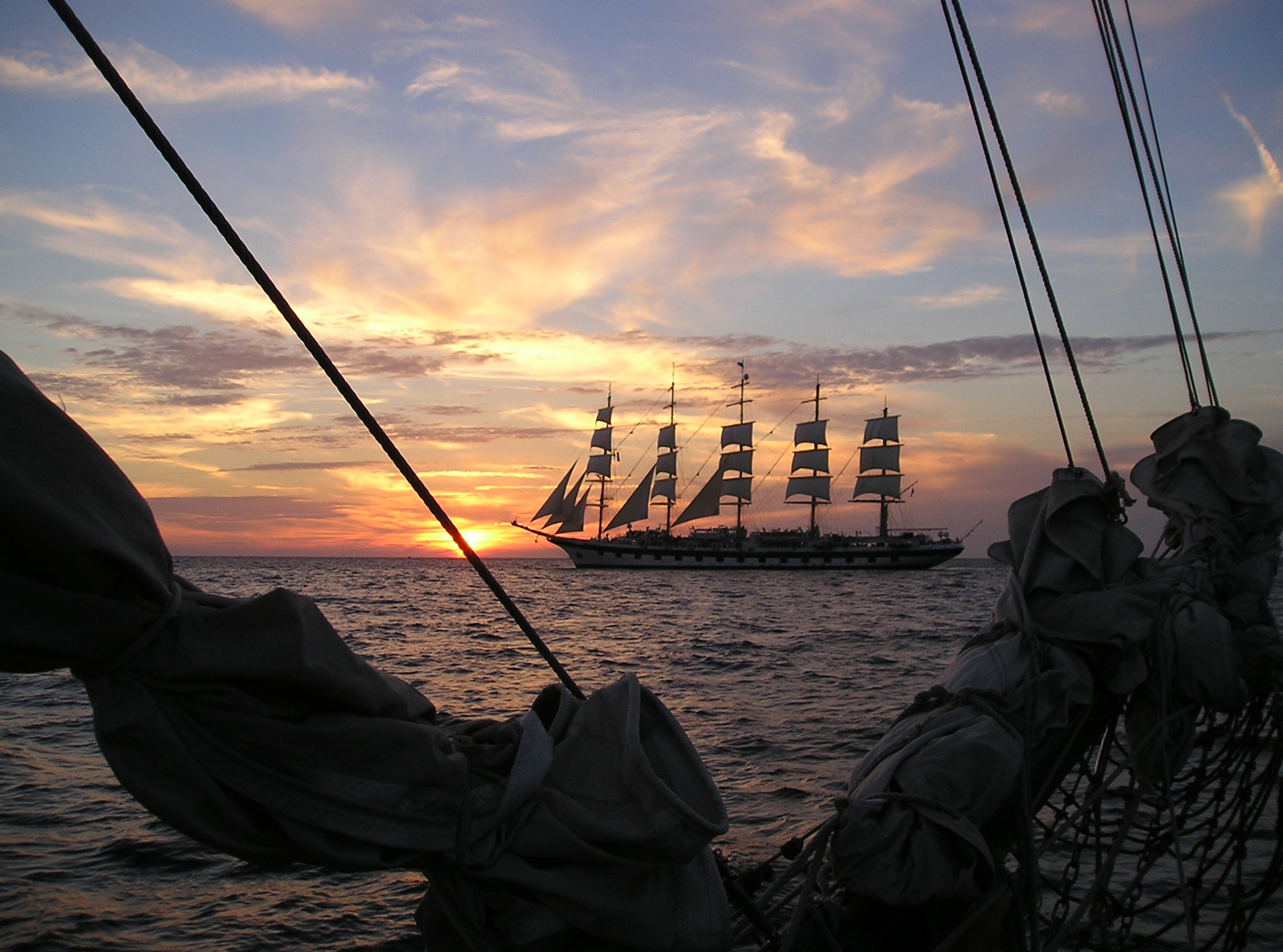
Il clipper lussemburghese a cinque alberi Royal Clipper fotografato davanti a Pola.

I clipper furono costruiti nei cantieri inglesi, olandesi, francesi e statunitensi. I primi vascelli di questo tipo ad essere varati sono stati i piccoli Clipper di Baltimora che vennero realizzati negli USA durante la guerra del 1812.
Proprio per incrementare la velocità, questi vascelli disponevano di una superficie velica superiore a quella delle navi a loro equivalenti che le rendeva difficili da manovrare. Tutta la nave era progettata per raggiungere la massima velocità possibile tanto da sacrificare anche la capacità di carico della nave stessa. Ma le velocità raggiunte ripagavano questo sacrificio. Infatti un Clipper poteva raggiungere facilmente una velocità di 9 nodi (16 km/h), con in qualche caso punte di 20 nodi (37 km/h), quando la velocità massima delle altre navi era di 5 nodi (9 km/h) scarsi.
Inizialmente la principale rotta sulla quale furono utilizzati i clipper fu la New York-San Francisco via Capo Horn, che restò la via diretta più  breve, cioè fatta unicamente per mare,  tra le due città fino all'inaugurazione della ferrovia transcontinentale negli Stati Uniti. Furono proprio essi a permettere di inaugurare questa linea continuativamente, dato che per le navi precedenti risultava troppo pericoloso il passaggio continuo per Capo Horn.
L'epoca d'oro dei Clipper durò dal 1840 al 1870 circa. In seguito le navi a vapore divennero, grazie all'apertura del Canale di Suez che le navi a vela non potevano percorrere, molto competitive. Le navi a vela invece dovevano ancora seguire la rotta che passava per il Capo di Buona Speranza, circumnavigando l'Africa. Nel 1870 i vapori circolanti superano i velieri per numero. Nel 1875 solo tre paesi, Canada, Norvegia, e Italia costruivano ancora navi a vela.
In questo periodo i Clipper furono le navi preferite per il trasporto di carichi poco ingombranti e molto redditizi come le spezie, la seta, la lana o il tè. Il valore di questi carichi poteva raggiungere cifre favolose come i 2.000.000 di dollari del carico del Challenger che trasportò il più grande carico di tè tra la Cina e la Gran Bretagna.

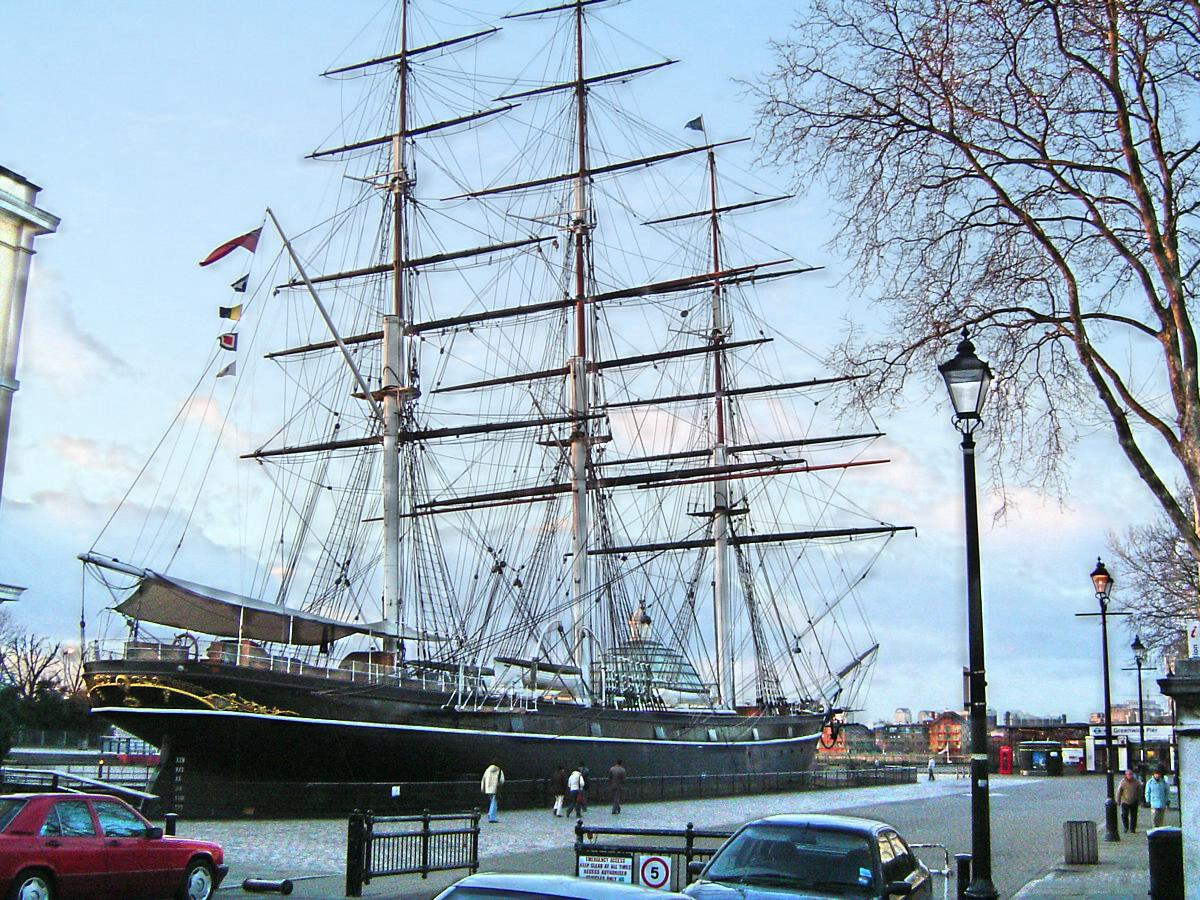
Il Cutty Sark in banchina.

Con queste cifre in gioco si sviluppò una feroce competizione, molto popolare e seguita da tutti i giornali inglesi dell'epoca, tra i diversi equipaggi e le diverse compagnie di navigazione che diede origine a quella che venne chiamata la Great Tea Race. Questa competizione avveniva sulla rotta di 15.000 miglia (27.780 km) tra Shanghai e la Gran Bretagna. Veniva vinta dalla prima nave che giungeva in porto in Inghilterra. Inizialmente il record era di 113 giorni di traversata che successivamente, nel 1866 venne portato a 90. Una grande gara, che durò per vari anni, coinvolse in particolare due Clipper: il Thermopylae e il Cutty Sark.
Fu il Thermopylae, varato nel 1868 dai cantieri scozzesi Aberdeen Line, a comparire per primo sulla scena. Il suo equipaggio era composto da 34 uomini accuratamente selezionati e raggiungeva una velocità di 15 nodi (28 km/h). Nel suo primo viaggio, effettuato nel 1868 raggiunse l'Australia in 60 giorni. Il Cutty Sark venne varato il 22 novembre 1869 ed era pensato quale risposta al Thermopylae. Le due navi erano molto simili e pertanto il risultato dipendeva dalle capacità dei rispettivi equipaggi e dalla fortuna. Il primo confronto si ebbe nel 1872 e vide vincere il Thermopylae in 53 giorni sebbene il Cutty Sark fosse rimasto in testa per gran parte della traversata. Fu una tempesta, che colpì in pieno il Cutty Sark mentre risparmiò il Thermopylae, a decidere le sorti del confronto. In ogni caso nonostante i danni riportati il Cutty Sark fu magistralmente condotto a destinazione giungendo con soli sette giorni di ritardo.
Altro clipper velocissimo fu il Torrens, di oltre 1.300 tonnellate, adibito al trasporto passeggeri, costruito nel 1875 nei cantieri di Sunderland, in servizio tra Plymouth e Adelaide, su cui prestò servizio in qualità di primo ufficiale Joseph Conrad. Il Torrens, definito da Basil Lubbock "il meraviglioso Torrens", comandato dal capitano H.R.Angel, era famoso per la sua eleganza e velocità, percorreva le 16.000 miglia dalle coste boreali a quelle australi in appena 64 giorni.   
Verso il 1870 la concorrenza delle navi a vapore si fece più pesante e i Clipper, nonostante rimanessero più veloci delle nuove navi, dipendevano sempre dalla variabilità dei venti (mentre il difetto di quelle a vapore era la capacità di carico del combustibile, che le rendeva inadatte a lunghe rotte senza rifornimento). Vennero quindi destinati al trasporto di altri prodotti e in particolare della lana australiana. Nuovamente si sviluppò una competizione, detta Wool Race di 13.000 miglia (24.076 km), per raggiungere per primi i mercati inglesi che vide protagonisti sempre il Thermopylae e il Cutty Sark. Fu proprio su questa rotta che nel 1885 avvenne l'ultimo confronto tra le due navi.
Al giorno d'oggi di tutti i Clipper costruiti nella metà del 1800 sembra che sia sopravvissuto il solo Cutty Sark mentre il Fall of Clyde rappresenta il migliore esempio di Clipper per carichi generici, più lento dei suoi contemporanei. Altro esempio di Clipper, in diverso stato di conservazione, è costituito dal City of Adelaide conosciuto anche come S.V. Carrick.

## I Clipper della Pan Am
La compagnia aerea statunitense Pan Am, oggi scomparsa, utilizzò a partire dagli anni trenta il termine Clipper per designare gli idrovolanti quadrimotore Boeing Model 314  che effettuavano i servizi intercontinentali. A seguire tutti gli aerei della compagnia assunsero il termine Clipper assieme a un nome, per esempio Clipper Victor, il primo 747 in servizio commerciale.